# Оттон II (граф Габсбург)
Оттон II (нем. Otto II; ум. 8 ноября 1111, Баденхайм, похоронен в аббатстве Мури) — граф Габсбург, представитель дома Габсбургов, сын Вернера I, графа Габсбург, и Регинлинды.

## Биография
В 1082 году Вернер отрёкся от графства Габсбург в пользу своих сыновей Оттона II и Альбрехта II, разделивших графство между собой, а сам стал управлять аббатством в Мури.
Вероятно, именно Оттон стал первым из дома Габсбургов, который носил титул графа Габсбург, однако первым графом считается дед Оттона Радбот. Он также был  ландграфом в Верхнем Эльзасе и губернатором Мури. В 1108 году он поддержал императора Священной Римской империи Генриха V в войне против Венгрии. 
Оттон вернулся из похода в 1111 году, но был убит 8 ноября в Баденхайме неким дворянином, Хессо фон Юзенбергом. Он был похоронен в аббатстве Мури, как и другие его родственники. Его брат Альбрехт II в то время правил частью графства Габсбург, а территория, которой владел Оттон, перешла к его сыну Вернеру II.

## Брак и дети
Жена: Хильда, графиня Феррет. 
- Вернер II (умер 19 августа 1167) — граф Габсбург с 1111
- Адельхейда; муж с 1125 — Дитрих (ум. до 1159), граф Хюнебург, сын Годфрида I, графа Блискастеля
- Оттон (умер 8 марта 1174) — епископ Констанца с 1165/1166